# دله‌لی
دله‌لی (به لاتین: Dələli) یک منطقه مسکونی در جمهوری آذربایجان است که در شهرستان جلیل‌آباد واقع شده‌است. دله‌لی ۶۴۰ نفر جمعیت دارد.